# Апиос
Апиос (лат. Apios) — род растений подсемейства Мотыльковые (Faboideae) семейства Бобовые (Fabaceae).

## Ботаническое описание
Растения вьющиеся. Листья непарноперистые. Цветки собраны в густые верхушечные и пазушные кисти; чашечка колокольчатая, неправильная; флаг широкий, сложенный вдоль и отогнутый назад; лодочка серповидная, завернутая спиралью, как и заключающиеся в ней двубратственные тычинки. Плод — продолговатый, загнутый дугою, сплюснутый, многосемянный, двугнёздный боб.

## Таксономия
По информации базы данных The Plant List, род включает 8 видов:
- Apios americana Medik.typus
- Apios carnea (Wall.) Benth.
- Apios delavayi Franch.
- Apios fortunei Maxim.
- Apios gracillima Dunn
- Apios macrantha Oliv.
- Apios priceana B.L.Rob.
- Apios taiwaniana Hosok.